# Guillaume Vincent (metteur en scène)
 (mai 2018).
Pour les articles homonymes, voir Guillaume Vincent et Vincent.
Guillaume Vincent (né en 1977 à Montpellier) est un metteur en scène de théâtre, acteur et dramaturge français.

## Biographie
Formé dans la section « Mise en scène » de l’école du Théâtre national de Strasbourg en 2001, Guillaume Vincent suit des stages auprès de Stéphane Braunschweig, Krystian Lupa, Daniel Jeanneteau et Olivier Py. En 2004, il crée sa compagnie, « MidiMinuit ». Guillaume Vincent est artiste associé au Nouveau Théâtre de Besançon de 2009 à 2011. Il fait également partie du collectif artistique de la Comédie de Reims. Depuis 2012, il écrit aussi ses propres textes. À l’opéra, il a créé deux œuvres contemporaines au Théâtre des Bouffes du Nord.

## Théâtre

### Comédien
- 2007 : Histoire d’amour (Derniers Chapitres) de Jean-Luc Lagarce, mise en scène Guillaume Vincent, La Ferme de Bel Ébat, Théâtre de l'Odéon-Ateliers Berthier[2]
- 2010 : Le Bouc & Preparadise Sorry Now de Rainer Werner Fassbinder, mise en scène Guillaume Vincent, Comédie de Reims, Festival Off d'Avignon (Le Bouc)
- 2010 : L'Éveil du printemps de Frank Wedekind, mise en scène Guillaume Vincent, Nouveau Théâtre de Besançon, Théâtre national de la Colline, Comédie de Reims, tournée

### Metteur en scène
- 1999 : La Double Inconstance de Marivaux, Théâtre du Gymnase
- 2004 : Les Vagues de Virginia Woolf
- 2005 : La Fausse Suivante de Marivaux, Théâtre du Peuple, Théâtre de la Cité internationale
- 2006 : Nous, les héros de Jean-Luc Lagarce, CADO, Théâtre national de Strasbourg
- 2007 : Histoire d’amour (Derniers Chapitres) de Jean-Luc Lagarce, Théâtre de l'Odéon-Ateliers Berthier
- 2010 : Le Bouc & Preparadise Sorry Now de Rainer Werner Fassbinder, Comédie de Reims
- 2010 : L'Éveil du printemps de Frank Wedekind, Nouveau Théâtre de Besançon
- 2011 : Le Petit Claus et le Grand Claus d'après Hans Christian Andersen, Théâtre du Gymnase
- 2011 : The Second Woman de Bastien Gallet d'après Opening Night de John Cassavetes, musique Olivier Pasquet, Frédéric Verrières, Théâtre des Bouffes du Nord, tournée
- 2012 : La nuit tombe... de Guillaume Vincent, Festival d'Avignon, Théâtre de la Colline, Théâtre des Bouffes du Nord, tournée
- 2012 : Rendez-vous Gare de l'Est de Guillaume Vincent, Théâtre des Bouffes du Nord, tournée, et sur France Culture "Rendez-vous gare de l'Est" de Guillaume Vincent
- 2016 : Songes et Métamorphoses de Guillaume Vincent d'après Ovide et Shakespeare, Comédie de Reims, Théâtre de l'Odéon, tournée
- 2018 : Callisto et Arcas de Ovide et Love me tender selon Raymond Carver, Théâtre des Bouffes du Nord[3]
- 2019 : Les Mille et une nuits de Guillaume Vincent, librement inspirée des Mille et une nuits, Théâtre de Lorient centre dramatique national, Théâtre de l'Odéon, tournée[4]
- 2019 : Florence & Moustafa, création collective Cie Midi-Minuit dans le prolongement du spectacle Les Mille et une nuits, Le Parvis Scène Nationale de Tarbes-Pyrénées, Théâtre de l'Odéon, tournée dans des lycées[5]

### Auteur
- 2012 : La nuit tombe...
- 2012 : Rendez-vous gare de l'Est
- 2014 : Forêt intérieure
- 2016 : Hôtel Métamorphoses